# 알도 레이

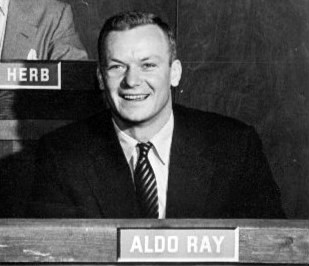

알도 레이(Aldo Ray, 1926년 9월 25일 ~ 1991년 3월 27일)는 미국의 텔레비전 배우, 영화배우이다.
노샘프턴군 (펜실베이니아주)에서 태어났다.

## 영화
- 여군 외인 부대 (1989년)
- 감옥선 (1988년)
- 람보 캅 (1988년)
- 최후의 결전 (1988년)
- 시실리안 (1987년)
- 바이오하자드 (1985년)
- 집행자 2 (1984년)
- 보그 (1983년)
- 마우스 킹 (1982년)
- 데쓰 디멘션 (1978년)
- 유령 수첩 (1977년)
- 사이코 킬러 (1975년)
- 불타는 추적 (1975년)
- 세븐 얼론 (1974년)
- 톰 (1973년)
- 검은 금요일 (1972년)
- 들판을 달리는 산토끼 (1972년)
- 우정어린 패배 (1970년)
- 더 파워 (1968년)
- 그린 베레 (1968년)
- 킬 어 드래곤 (1967년)
- 아빠, 전쟁에서 무슨 일이? (1966년)
- LA 현금 탈취 작전 (1966년)
- 더 데이 데이 로브드 더 뱅크 오브 잉글랜드 (1960년)
- 더 씨즈 오브 핀츠거트 (1959년)
- 보난자 (1959년)
- 나자와 사자 (1958년)
- 가즈 리틀 에이커 (1958년) - 빌 톰슨 역
- 낙동강전투 최후의 고지전 (1957년)
- 나이트폴 (1956년)
- 천사탈주 (1955년)
- 애욕과 전장 (1955년)
- 렛츠 두 잇 어게인 (1953년)
- 더 매링 카인드 (1952년)
- 팻과 마이크 (1952년)